# Centro Cultural Montecarmelo
El Centro Cultural Montecarmelo es un espacio enfocado en la creación, difusión y puesta en valor de las artes visuales, artes aplicadas y artes escénicas de artistas chilenos.  Bajo la Dirección de Barrios y Patrimonio de la Municipalidad de Providencia, está ubicado en la misma comuna, en la ciudad de Santiago, Chile. Originalmente fue la sede del Monasterio de las Monjas Carmelitas de Santa Teresa, y fue transformado en centro cultural en 1991.

## Historia
Montecarmelo fue originalmente la sede del Monasterio de las Monjas Carmelitas de Santa Teresa. Las construcciones son un muy buen ejemplo de la arquitectura tradicional chilena, típica de la época colonial de los siglos XV al XIX. Fue declarado inmueble de conservación histórica en 2007. Las primeras construcciones del monasterio fueron las celdas del convento y luego la escuela con sus habitaciones. 
El nombre original Montecarmelo hacía referencia a las bellezas naturales del lugar situado en las faldas del Cerro San Cristóbal y cercano al Río Mapocho.

## Carmelitas y educación
El arzobispo de Santiago Mariano Casanova, en el año 1880, impulsa la creación de una fundación religiosa que buscaba educar e instruir en la religión a niñas de escasos recursos en la ciudad. Es así, como confió al Presbítero Don José Alejo Infante la labor de encomendar a una congregación religiosa dicha tarea.  
La Congregación del Convento de las Carmelitas de San Rafael, se ofreció para esta labor y serán algunas de sus religiosas, quienes dedicarán su vida a este apostolado, de entre ellas destaca la figura de la Madre Magdalena Correa, reconocida por sus cualidades cristianas y devocionales. 
Para tal tarea fue necesario contar con un espacio propio. En un  primer momento las mismas hermanas del convento facilitaron un espacio contiguo a él, ubicado también en la calle Independencia. 
Después de un largo proceso eclesiástico, el 16 de julio de 1890, el Arzobispo de Santiago, erige canónicamente la Congregación. 
Con los años las Hermanas de San Rafael, solicitaron el terreno que les había arrendado a esta nueva congregación y las hermanas dirigidas por la Madre Magdalena, se vieron en la necesidad de buscar una propiedad.   
Aconteció que la propiedad adyacente por el oriente a la casa de veraneo del Arzobispo de Santiago Mariano Casanova, estaba en venta.  Dicha propiedad  era de don Tulio Ovalle Gutiérrez y contaba con un molino y edificaciones que fueron adaptadas para el convento después de su compra. El señor  Ovalle había adquirido esta propiedad en 1890 de sus padres José Vicente Ovalle Bezanilla y Julia Gutiérrez de Mier. El señor José Vicente Ovalle la había comprado al molinero Matías Figueroa en 1862 y éste a Manuel Antonio Briceño en 1851. El señor Briceño era dueño de una gran chacra de tierras en ese sector de la Chimba. Esas tierras las había adquirido de su padre y éste de su abuelo Agustín Briceño Vargas en la primera mitad del siglo XVIII.
En 1894 se trasladaron a sus nuevas dependencias, y en 1896 pudieron poner la primera piedra para la capilla, con ello se consolida el convento y la escuela, que fue llamada San José. 

## Fundación Monte Carmelo
La nueva fundación se llamó “Monte Carmelo” por decisión de la Madre Magdalena Correa. El nombre hacía referencia a las bellezas naturales del lugar, situado al pie del cerro San Cristóbal. Su vegetación era exuberante, con flores silvestres y también árboles frutales, que crecían en tierras de buena calidad para el cultivo, regadas por los canales del Carmen y Santo Domingo.
La Congregación de las Carmelitas del Monte Carmelo cumplió con su misión de impartir educación a las niñas de escasos recursos del sector, muchas de ellas, hijas de los operarios del Molino San Pedro, de los obreros de las fábricas cercanas y de los areneros que explotaban la ribera el río Mapocho. Labor que realizaron hasta 1987, cuando deciden irse a San Bernardo a continuar su apostolado, impulsadas por seguir su vocación educacional

## Centro Cultural Montecarmelo
El antiguo convento es actualmente el Centro Cultural Montecarmelo. Es un espacio que a través de diversas manifestaciones culturales y artísticas busca posicionarse como un lugar para los ciudadanos de Providencia, sus organizaciones y la comunidad en general, para amparar e impulsar sus propuestas y demandas promoviendo una ciudadanía cultural.

## Edificio
Estructura y contexto
El Centro Cultural Montecarmelo se encuentra ubicado en el barrio Bellavista, que correspondía originalmente a un área rural. En los alrededores se emplazaban molinos, una fábrica de fideos y chacras a fines del siglo XIX. Actualmente el barrio está ubicado en el centro de la capital, en un contexto cultural y urbano. 
El Centro Cultural está entre dos espacios naturales, el cerro San Cristóbal y el río Mapocho. 
Esta edificación tradicional chilena no solo es un símbolo arquitectónico, sino además, un espacio con una gran  herencia religiosa y educativa gracias a las Carmelitas de Montecarmelo.
La arquitectura tiene una clara influencia hispánica, en la que destaca el uso del bloque de adobe aparejado como sistema constructivo, carpintería fina en madera en elementos estructurales de techumbre y corredor y tejas musleras de arcilla cocida en cubiertas. Lo que hace valiosa esta construcción es que es una de las pocas correspondientes a esta arquitectura tradicional chilena, como lo son la Casona de Lo contador en Barrio Pedro de Valdivia Norte y  Casas de Lo Matta en la comuna de Vitacura. 
El complejo Montecarmelo, es un testimonio fiel de la arquitectura neocolonial religiosa. Originalmente, en la zona posterior a la Capilla que mira hacia el Cerro San Cristóbal, existía una secuencia de edificaciones de adobe y quincha, de uno y dos pisos, que rodeaban los tradicionales patios interiores cuadrados. En este sector se ubicaban además las celdas de las monjas de claustro, las chacras y plantaciones de frutales y jardines que llegaban hasta los pies del cerro San Cristóbal. 
Hoy en día, del conjunto original, solo persisten tres volúmenes principales que rodean la explanada central, antiguamente correspondientes a salas del colegio San José y Capilla.
Terremoto
En 1985 un terremoto sorprendió a todo el país de la forma más inesperada, un terremoto de una magnitud de 7,8 en la escala de Richter. Debido a la precariedad de las construcciones de la época y sin una cultura sísmica tan desarrollada como la que posee actualmente el país, los daños fueron severos. El convento fue parte de las edificaciones que se vieron altamente perjudicadas debido a su estructura de adobe y quincha. 
Este hecho natural se convierte en una de las razones por las que las hermanas deciden trasladar la congregación a San Bernardo, localidad donde finalmente dejaron su labor de educadoras, ya que las familias del sector contaban con una mejor condición económica. 
Es así como en 1991 la Municipalidad de Providencia compra el convento y lo transforma en un centro cultural, inaugurado formalmente el 16 de julio de ese año.

## Centro Cultural Montecarmelo en la actualidad
En su historia, el Centro ha abarcado grandes muestras artísticas, eventos culturales y programas educativos, manteniendo su vocación de centro cultural municipal y su estrecha relación con los vecinos de la comuna y del barrio Bellavista. 
Actualmente el Centro Cultural Montecarmelo está enfocado en la creación, difusión y puesta en valor de las artes escénicas, artes visuales y artes aplicadas de artistas chilenos. 
Dentro de su programación, Montecarmelo cuenta con Ferias de Artesanía, que buscan promocionar y colocar en valor la artesanía, a sus cultores desde una mirada patrimonial. Además, posiciona a los artistas visuales chilenos a través de exposiciones, en un espacio cultural que converge con la ciudadanía y la cultura.
También, como parte de la labor educativa de la Dirección de Barrios y Patrimonio, el centro cuenta con un Programa de Educación Patrimonial, que busca dar a conocer y valorar el patrimonio cultural de la comuna, generando un acercamiento del patrimonio a la comunidad, en específico a escolares, de forma de comprender el concepto de patrimonio ligado al currículum escolar y de esta forma conocer los espacios de la comuna que corresponden a estos.
Parte de la misión de Montecarmelo consiste de conservar y mantener el patrimonio, por lo mismo actualmente se está ejecutando el proyecto de Rescate y Restauración Patrimonial, de 300 piezas de imaginería religiosa, rescatadas del taller de René Rocuant, a cargo de la Universidad de los Andes. 

## Salas y espacios del Centro Cultural Montecarmelo
- Sala Capilla: Esta sala albergará a diversos artistas chilenos de reconocida trayectoria.
- Sala Emergentes: Este espacio contendrá muestras de artistas que se encuentran en su proceso formativo.
- Explanada: Destinada a eventos y ferias del Centro Cultural.
- Sala de Artesanías Universidad Católica: Dicha área busca promover, proteger y colocar en valor el trabajo de artesanos nacionales que han sido parte de la Muestra de Artesanía Universidad Católica.
- BiblioLAB: Corresponde a un espacio de producción de conocimiento y colaboración de la comunidad y expertos. Contiene una colección de libros especializada en artes visuales, oficios, fotografías y patrimonio para lectura en sala. Además de un acuerdo de itinerancia con Museo Artequin en donde exhiben reproducciones 2 veces al año con el fin de incentivar el conocimiento y creatividad en el área educativa infantil.
- Salas de extensión:  Espacio donde los vecinos y otras personas pueden realizar actividades culturales.

Espacios en Montecarmelo:
- Cafetería: La cafetería La Carmela se instalará en la terraza del Centro Cultural, creando un espacio de entretención para la ciudadanía en un ambiente cultural. Se puede disfrutar de servicios de gelateria, pastelería y salón de té.
- Chocolatería: La chocolatería Le Roi se trata de un chocolate belga que se fabrica en Montecarmelo donde los visitantes pueden ver el proceso de creación.